# Haapakari, Gustavs
Haapakari är en ö i Finland. Den ligger i Skärgårdshavet och i kommunen Gustavs i landskapet Egentliga Finland, i den sydvästra delen av landet. Ön ligger omkring 41 kilometer väster om Åbo och omkring 190 kilometer väster om Helsingfors.
Öns area är 5,5 hektar och dess största längd är 470 meter i sydöst-nordvästlig riktning. Ön höjer sig omkring 20 meter över havsytan.